# Carex vulcani
Carex vulcani är en halvgräsart som beskrevs av Ferdinand von Hochstetter och Moritz August Seubert. Carex vulcani ingår i släktet starrar, och familjen halvgräs. Inga underarter finns listade i Catalogue of Life.